# Bandera de Corea del Nord
La bandera de Corea del Nord (coreà: 람홍색공화국기; literalment "bandera blava i vermella de la república") va ser adoptada el 8 de setembre de 1948 i està formada per una franja central vermell, vorejada tant per sobre com per sota per una franja blanca estreta i una franja blava ampla.[1] Afegeix un estel vermell de cinc puntes, símbol del socialisme, dins d'un cercle blanc al costat del pal.
Està prohibida la seva utilització ien públic a Corea del Sud sota la Llei de Seguretat Nacional a causa de la seva associació amb el règim governant de Corea del Nord, encara que existeixen algunes excepcions per a l'ús de la bandera.

## Construcció i dimensions
La bandera nacional està definida oficialment a l'article 170 del capítol VII de la constitució de Corea del Nord. La proporció és d'1:2.

Plantilla de construcció de la bandera.

### Colors
Una aproximació als colors de la bandera són:
| Model de color | Blau       | Vermell     | Blanc         |
| -------------- | ---------- | ----------- | ------------- |
| RGB            | 2, 79, 162 | 237, 28, 39 | 255, 255, 255 |
| CMYK           | 99-51-0-36 | 0-88-84-7   | 0-0-0-0       |
| HTML           | #024FA2    | #ED1C27     | #FFFFFF       |